# La Polyclinique de l'amour
 (juillet 2025).
Pour plus de détails, voir Fiche technique et Distribution.
La Polyclinique de l'amour est un court-métrage français d'Artus de Penguern diffusé en 1999.

## Synopsis
Un romancier veut tuer son ami, Bernard Pivot, parce qu'il n'a pas apprécié l'immonde soap opéra hospitalier qu'il a écrit, narrant l'histoire suivante, John aime Priscilla qui est mariée à Michaël, le directeur de la clinique.

## Fiche technique
- Titre : La Polyclinique de l'amour
- Réalisation : Artus de Penguern
- Scénario : Artus de Penguern
- Photographie : Pierre Ferry
- Musique : Benoît Pimont
- Montage : Rémy Chevrin
- Genre : comédie
- Durée : 7 minutes
- Année de sortie : 1999

## Distribution
- Artus de Penguern : John
- Pascale Arbillot : Priscilla
- Antoine Duléry
- Hubert Saint-Macary (version longue seulement)